# Mauricio de Narváez
Mauricio de Narváez (Bogotá, 18 de mayo de 1941) es un expiloto de carreras colombiano, famoso por su histórica victoria en las 12 Horas de Sebring en 1984. todo su historial automovilístico fue en la década de 1970 y 1980 donde se destacó sus participaciones en el automovilismo de resistencia.
Nació en Bogotá el 18 de mayo de 1941.
Es ingeniero mecánico graduado en Londres, casado con Elizabeth Baldwin de De Narváez, de nacionalidad inglesa, con quien tiene dos hijos: Julio Mario y Lisa, abuelo de Noemi y Leila.
Desde su juventud, un amante de los carros de carreras y del automovilismo deportivo, pasión que ha sabido combinar con los negocios de exportación a E.U. primero de flores y ahora de frutas y verduras.
De Narváez fue el pionero de los pilotos colombianos en competir oficialmente en las carreras de automovilismo en los Estados Unidos, país en el cual labró una intensa y destacada carrera como piloto, compitiendo con su propio equipo, el “Narváez Racing Enterprise”, una escuadra modesta con la cual tuvo importantes logros y se destacó por su talento al volante compitiendo en las principales pistas de Estados Unidos en la serie IMSA como Daytona, Sebring, Road America, Sears Point, laguna Seca, Talladega, Riverside, entre otras.
Su gran capacidad de conducción, versatilidad, inteligencia y disciplina lo hicieron merecedor a que importantes equipos como el Joest Racing lo invitaran a participar en varias de las pruebas más importantes del mundo como las 24 Horas de Le Mans, las 12 Horas de Sebring, las 6 Horas de Kaylami (Suràfrica) y las 6 Horas de Japòn, entre otras.
De Narváez fue homenajeado como uno de los 3 suramericanos ganadores de las 12 Horas de Sebring en sus 60 años de historia. (La prueba sólo la han ganado tres suramericanos, el primero de ellos Juan Manuel Fangio (1956 y 19557), pasaron 27 años para que un latino las volviera a ganar -en 1984 Mauricio de Narvéz- y ocho años después (en 1992 y en 1993 Juan Manuel Fangio II- sobrino del primero).
A nivel directivo ha sido Asesor del Vicepresidente de FIA  Américas, José Abed; Pro Tesorero de Nacam-FIA en México;  Secretario-Tesorero de la Junta Directiva de la Región 4 de FIA; Presidente del Automóvil Club de Colombia y miembro de la Junta Directiva de Autódromos S.A. y hoy día miembro del Comité de Agroindustria de la Cámara de Comercio Colombo Americana, representando al país en importantes encuentros internacionales del sector.

## Historia
Entre sus más recordadas participaciones, es haber sido uno de los primeros colombianos en haber competido en las 24 Horas de Le Mans entre 1981 y 1985 para Joest Racing, resultando su mejor actuación un 4° lugar en las 24 Horas de Le Mans de 1983 compitiendo con un Porsche 956. También, ganó las 12 Horas de Sebring de 1984 como piloto-propietario en un Porsche 935J, junto con el alemán Hans Heyer y el sueco Stefan Johansson.
Su Carrera en los Autos
Su carrera la inició en 1975, conduciendo un auto Porsche RSR marcado con el número 46, el cual lo acompañó hasta finales de los 80s. Al principio, y de acuerdo con sus propios resursos, participó en dos carreras de la serie IMSA, después logró hacer otras dos, luego tres. En 1978 corrió 9 seriales de la temporada, ganó una carrera (Mid Ohio–Cat. GTO) y terminó 6° en la general; pero fue en 1979 cuando vio los grandes frutos de esa cosecha de más de cinco años de siembra,  el 25 de noviembre ganó las “250 Millas de Daytona” en la categoría GTO y cerró temporada tercero en la categoría y séptimo en la general del IMSA.

Luego vino otro importante triunfo, en el 81 repitió en las 250 Millas de Daytona, haciendo equipo con el norteamericano Hurley Haywood  a bordo de un Porsche 935J #46 con quien se impusieron en la máxima categoría –GTX. En 1983 logra el mejor resultado de un colombiano en la historia de las prestigiosas 24 Horas de Le Mans al terminar cuarto en la máxima categoría (GTX) conduciendo el poderoso Porsche 956 marcado con el número 12, de la escudería de Reinhold Joest, haciendo equipo con los alemanes Volkert Merl y  Clemens Schickentanz .
En 1984 se hizo célebre por ganar las renombradas 12 Horas de Sebring enfilado en el Joest Porsche, al mando de un Porsche 935 J que condujo con el sueco Stefan Johannson, quien sumó 12 podios en GP de F-1, y el alemán Han Heyer, destacado piloto alemán de autos turismos y gran turismos en Europa.
Realizó algunas competencias en Japón y en Sudáfrica, en donde ganó las Seis Horas de Kyalami junto al piloto inglès Derek Bell.
A nivel suramericano De Narváez participó y ganó en 1976 en el Cuarto Circuito Ciudad de Cali – realizado en la Base Aérea Marco Fidel Suárez  de la capital del Valle, (cat. Fuerza Libre) conduciendo su Porsche 935 RSR marcado con el #46, número que lo acompañó a la largo de su carrera y que respetaron los equipos con los que compitió en importantes pruebas.
En 1976 y 1977 conduciendo el mismo auto (Porsche 935 RSR marcado con el #46) fue invitado a participar en el Gran Premio Internacional de Automovilismo República de Ecuador, celebrado en el Autódromo de Yahuarcocha, compitiendo en la Categoría GT 2.000 c.c. en adelante, convirtiéndose en el ganador en las dos oportunidades y fue calificado por la prensa especializada como un “héroe de los deportes a motor” por la manera magistral conque condujo y le ganó a sus rivales .
De Narváez continuó corriendo en Estados Unidos y Europa hasta 1986 cuando se retiró luego de disputar las 12 horas de Sebring, su última participación, junto a un piloto dominicano, prueba que debieron abandonar debido a un daño en la caja de cambios.
El Porsche RSR #46, un carro que sigue haciendo historia
Hoy en día el  ingeniero informático y empresario estadounidense  Bill Kincaid, (notable por la creación del reproductor de MP3 SoundJam MP con Jeff Robbin, invento que finalmente fue comprado por Apple y renombrado como iTunes), recuperó el Porsche RSR #46 que hizo célebre a De Narváez y lo está reconstruyendo con los colores originales, fondo azul y líneas amarillas y rojas, que lo identificaban con la bandera de Colombia y el nombre de su país en el panorámico, pues De Narváez siempre lució con orgullo la tricolor y portó con mucho honor el nombre de su país en cada competencia en la que participó.
El piloto colombiano ha sido consultado en varias oportunidades por Kincaid para reconstruir la historia de su Porsche y certificar sus actuaciones en el vehículo de carreras.
Adicional, el auto Porsche 935J blanco, de rayas azules y rojas,  #48 del Joest Racing con el que De Narváez ganó las 12 horas de Sebring fue masificado a escala con la firma y autorización de la Porsche, unas réplica de las cuales fue enviada al colombiano como tributo a la historia que él ayudó a escribir con la poderosa máquina.
De Narváez reside en Bogotá y en la actualidad está dedicado de tiempo completo a su empresa exportadora de frutas y verduras.